# Wooler (Motorrad)

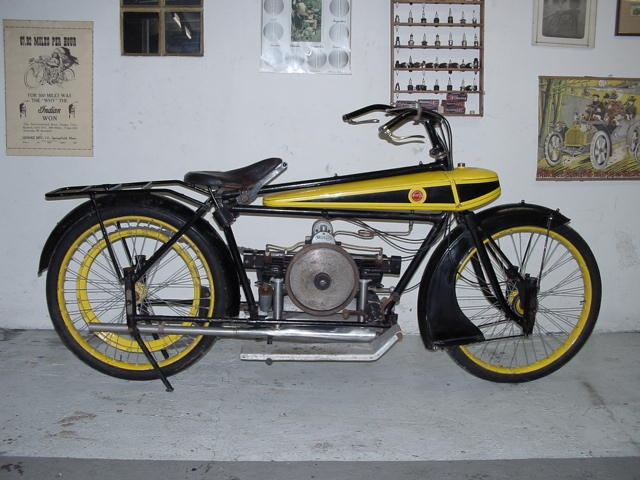
Wooler (1920)

Die Wooler (1919–1925) war ein ungewöhnliches Motorrad des britischen Herstellers Wooler Engineering in London. Das mit einem quer eingebauten IoE-gesteuerten Zweizylinder-Boxermotor angetriebene Motorrad wurde wegen der Form seines Tanks sowie der gelben Lackierung als „fliegende Banane“ tituliert. Für den 340 cm³ Hubraum großen Motor wurde eine Leistung von 2,75 PS angegeben. Als technische Besonderheit hatte die von John Wooler konstruierte Maschine eine Geradewegfederung an Vorder- und Hinterrad, der Antrieb erfolgte über eine variable Riemenübersetzung. Frank Longman fuhr 1921 auf einer Wooler die Isle of Man TT mit und erreichte Platz 34.
Später wurde auch ein Motorrad mit einem 4-Zylinder-Boxermotor gebaut.